# 拟斗叶马先蒿
拟斗叶马先蒿（学名：Pedicularis cyathophylloides）为列当科马先蒿属的植物，为中国的特有植物。分布于中国大陆的四川、西藏等地，生长于海拔3,850米的地区，多生于云杉桦木混交林中的隙地半阴处，目前尚未由人工引种栽培。